# Invasão gaulesa de Roma
A invasão gaulesa de Roma foi uma invasão dos sênones, uma das tribos gaulesas, ao território da Itália central e ao território da República Romana. Foi marcada pela derrota romana na Batalha do Ália, que se desenrolou na confluência dos rios Tibre e Ália, a onze milhas romanas ao norte de Roma (cerca de 15,5 quilômetros). As forças romanas foram parcialmente destruídas, o que levou ao subsequente saque de Roma. A data tradicional para esta batalha é "quinze dias antes das calendas de agosto de 390 a.C., ou seja, o dia 18 de julho.

## Contexto
Os sênones eram uma das várias tribos gaulesas que haviam invadido o norte da Itália e que se assentou na costa do Adriático perto de onde está atualmente a cidade de Arímino (atual Rimini). Segundo Lívio, eles foram chamados até a cidade etrusca de Clúsio por Aruns, um influente jovem da cidade que queria se vingar de Lucumo, que havia "zombado de sua esposa". Quando eles apareceram, os clúsios se sentiram ameaçados (Cerco de Clúsio) e pediram ajuda aos romanos. Foram enviados os três filhos de Marco Fábio Ambusto, um dos mais poderosos aristocratas da cidade, como embaixadores: Cesão, Numério e Quinto Fábio Ambusto. Os três exigiram que os gauleses não atacassem Clúsio e avisaram que os romanos defenderiam a cidade se eles o fizessem. Em seguida, pediram para negociar uma paz. Os sênones aceitaram a paz se os clúsios lhes dessem terras. Houve uma discussão e uma briga começou, da qual os embaixadores participaram. Um deles matou um chefe sênones, uma violação da proteção aos embaixadores, que deveriam ser neutros. Os gauleses então se retiraram para discutir os próximos passos.
Os sênones então enviaram seus próprios embaixadores a Roma e exigiram que os três irmãos lhes fossem entregues. Os senado foi pressionado a não opinar contra a poderosa gente Fábia. Para evitar serem depois responsabilizados por um eventual ataque gaulês, os senadores então deferiram a decisão para a assembleia do povo. Segundo Lívio, "justamente aqueles cuja punição estava sob consulta acabaram eleitos tribunos consulares para o ano seguinte". Os gauleses ficaram furiosos com a afronta depois que justamente os três que haviam violado a "lei das nações" estavam sendo homenageados em Roma, a apenas 130 quilômetros de Clúsio, voltaram para o acampamento gaulês. Lívio conta que "em resposta ao tumulto causado por seu avanço, cidades aterrorizadas se armavam rapidamente e a população rural fugia, mas os gauleses gritavam por onde passavam que estavam indo para Roma".

## Tamanho dos dois exércitos

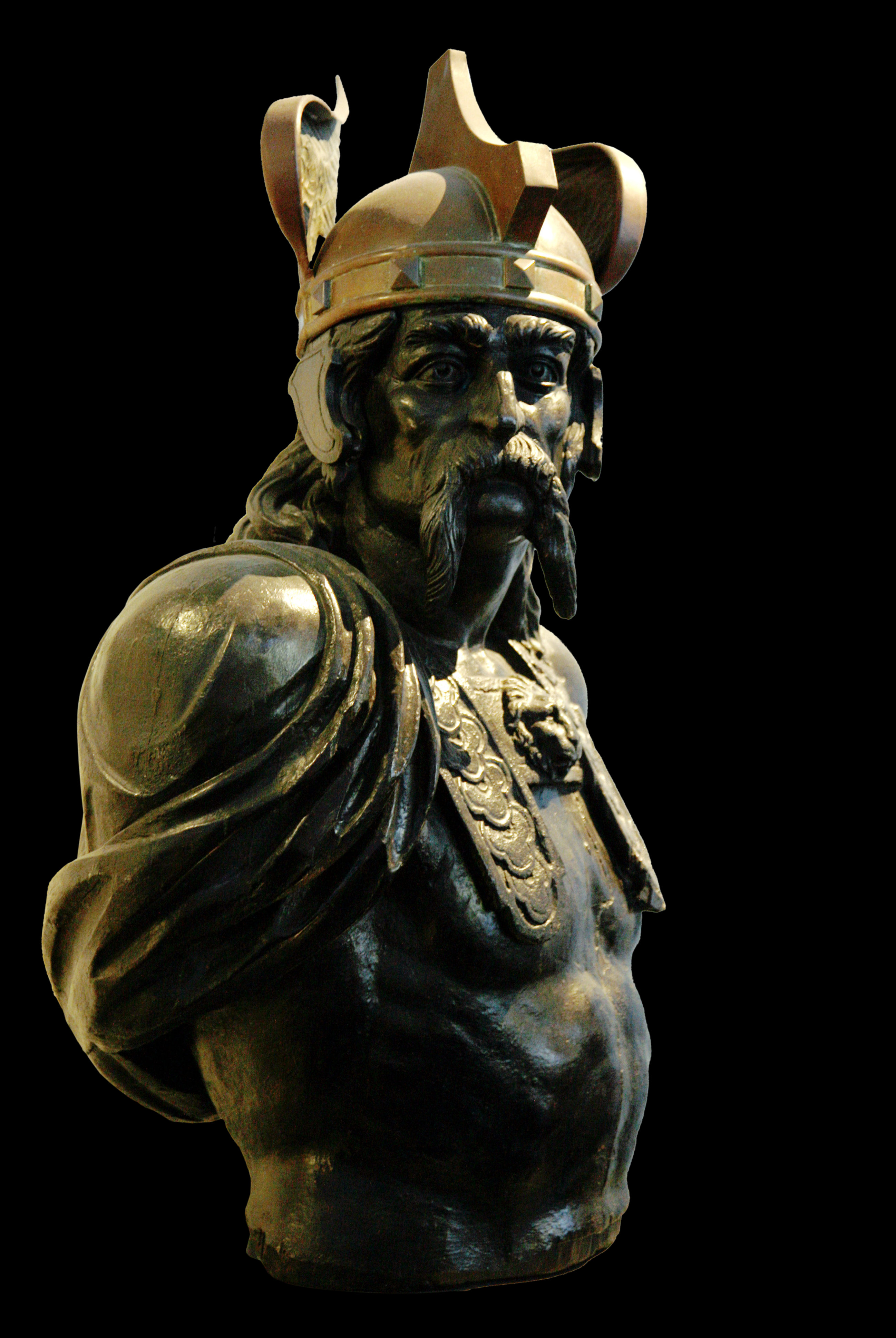
Breno, o líder dos gauleses sênones

Não se sabe ao certo a quantidade de soldados envolvidos na batalha. Plutarco afirma que os romanos não estavam em minoria e tinham 40 000 homens, mas a maioria não tinha treino suficiente e não estava acostumada a empunhar armas. Dionísio de Halicarnasso afirma que os romanos tinham quatro legiões bem treinadas e uma quantidade de cidadãos alistados em número maior, o que também levaria a uma quantidade próxima de 40 000. Diodoro Sículo afirma que os romanos tinham 24 000 homens. Lívio não apresenta números. Os historiadores modernos Cary & Scullard estimam que os romanos tinham 15 000 e os gauleses, 30-70 000 homens. Berresford Ellis apresenta uma estimativa de um mínimo de 24 000 com base na assunção de que "os romanos tinha...quatro legiões – pois cada cônsul tinha duas legiões sob seu comando — e dado que cada legião tinha 6 000 homens". Ele também acreditava que poderia haver um contingente de tropas aliadas. Por outro lado, Ellis afirma que o exército tribal sênone dificilmente poderia contar com mais do que 12 000.
Todas estas estimativas para o tamanho do exército romano participando desta batalha são improváveis, especialmente as dos historiadores antigos, que tinham a tendência de exagerar. Em contraste à afirmativa de Berresford Ellis, na época os romanos dispunham de apenas duas legiões e não quatro, um número que só seria alcançado mais tarde, durante a Segunda Guerra Samnita (326–304 a.C.), e o primeiro registro de quatro legiões é de 311 a.C.. Naquela época, os romanos não contavam com comandantes militares adicionais aos cônsules: o pretor (instituído em 366 a.C.) e procônsul (prática passou a ser comum em 327 a.C.), que era um cônsul cujo mandato, para fins militares, era estendido até o final da campanha. A primeira menção explícita de um cônsul comandando duas legiões é de 296 a.C.. No ano seguinte, os romanos colocaram em campanha seis legiões, quatro, lideradas pelos dois cônsules, lutaram contra uma coalizão de quatro povos (samnitas, etruscos, úmbrios e gauleses sênones) na gigantesca Batalha de Sentino e as outras duas seguiram para outro front comandadas por um pretor. A Batalha do Ália, por outro lado, aconteceu nos primeiros dias de Roma, uma época na qual o exército romano era muito menor e sua estrutura de comando, muito mais simples: os dois cônsules eram os únicos comandantes militares e cada um deles comandava sua legião. Além disso, esta foi também a época na qual o consulado foi substituído por tribunos militares com poderes consulares (geralmente chamados de tribunos consulares). Por causa disto, não havia cônsules para o ano da batalha do Ália, o que torna a afirmação de Ellis, de que cada cônsul teria duas legiões, duplamente anacrônica. Finalmente, o tamanho da legião romana jamais foi 6 000. Nos primeiros dias, tinha provavelmente 4 000 e, depois, 5 200 em capacidade plena (as legiões raramente lutavam nesta condição).
O tamanho da cidade de Roma na época também precisa ser considerado. Na época, Roma ainda era uma cidade-estado de importância regional e cujo território não ia muito além de cinquenta quilômetros da cidade. Cornell nota que as estimativas da população de Roma no final do século VI a.C. baseadas no tamanho de seu território variam entre 25 000 e 50 000 e acredita que a estimativa mais provável seja 25-40 000. A obra de Fraccaro sugere que existia uma mão-de-obra disponível em idade militar (entre 17 e 47 anos) de 9 000, o que já requeria uma população de 30 000. Evidências arqueológicas revelam que, no século V a.C., foi de depressão econômica, o que impediu um crescimento populacional importante. O território romano, por outro lado, havia crescido em 75% no final do século IV a.C., mas o grosso deste aumento era consequência da recente conquista de Veios e da anexação de seu território; seus habitantes, porém, não receberam a cidadania romana, que era um pré-requisito para o serviço militar. Estas considerações tornam extremamente improvável a tese de que Roma teria conseguido colocar em campanha um exército de 24 000 homens na época da Batalha do Ália.
Além disto, é preciso notar que os romanos não tiveram tempo suficiente para se preparar adequadamente para a batalha, pois, depois que os embaixadores gauleses foram expulsos pelos romanos, os gauleses imediatamente marcharam para Roma, que ficava a apenas alguns dias de marcha de distância. O exército romano da época era pouco mais do que uma milícia em tempo parcial de fazendeiros camponeses que eram alistados para o período de campanhas anual e retornavam depois para suas terras. Nem todos os homens em idade militar eram alistados todos os anos e, além disto, alguns destes soldados certamente viviam a alguma distância de Roma e precisariam de tempo para se mobilizar.
O tamanho da força dos sênones também não deve ser superdimensionada. A estimativa dada por Cary & Scullard de 30-70 000 é bastante improvável. Berresford Ellis nota corretamente que esta estimativa de 12 000 já era bastante alta para uma única tribo.

## Batalha do Ália

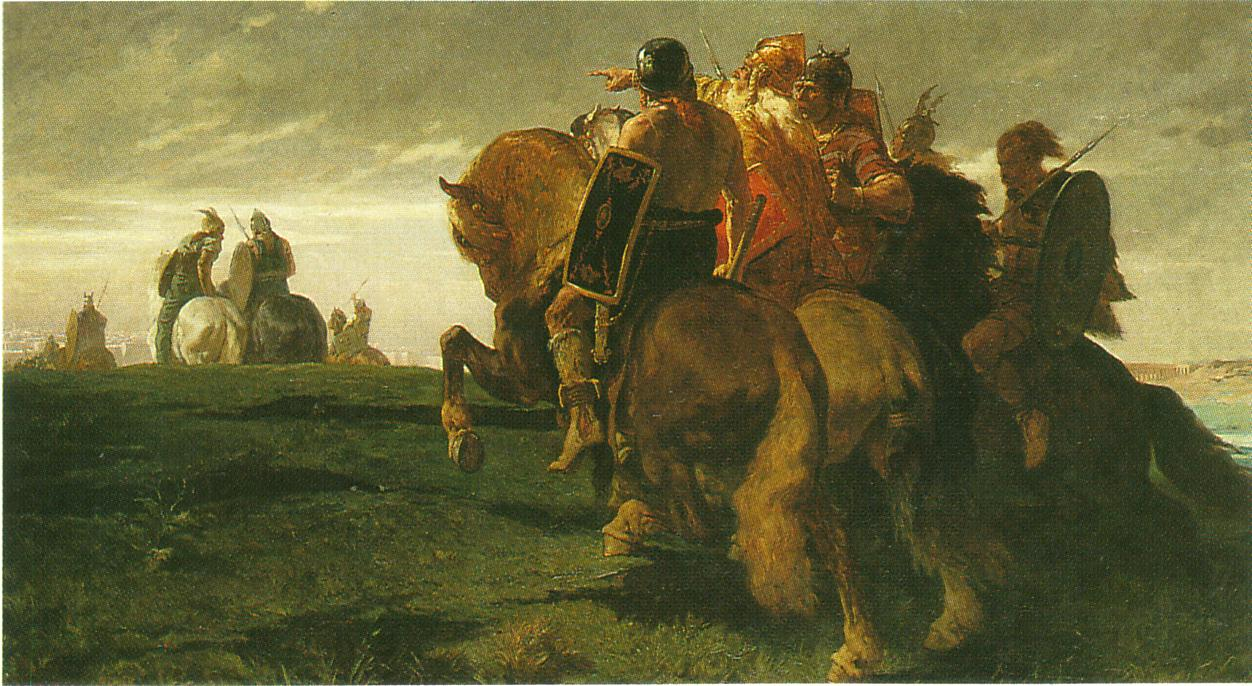
"Gauleses chegando em Roma".
Séc. XIX. Por Vital Luminais, no Musée des Beaux-Arts de Nancy, França

Há apenas dois relatos antigos com detalhes sobre a batalha, o de Lívio e o Diodoro Sículo.
Segundo Lívio, nenhuma medida especial foi tomada em Roma e o alistamento "não foi maior do que o usual em campanhas ordinárias". Os gauleses marcharam para lá tão rápido que "Roma ficou estupefata pela rapidez com que eles se moveram, o que é revelado tanto pela pressa em acertar o exército, como se ele estivesse se organizando por uma emergência inesperada, e pela dificuldade em se distanciar mais do que a décima-primeira pedra miliária". Segundo ele, os romanos estavam em grande desvantagem numérica, não tiveram tempo de construir uma paliçada defensiva e não realizaram os rituais religiosos costumeiros. As duas alas foram rapidamente perfiladas e foram estendidas para que o exército todo não fosse flanqueado, mas este movimento fez com que a linha de combate ficasse estreita demais no centro, que quase não conseguia mais se manter. As reservas estavam numa colina à direita. Breno, o chefe senone, suspeitou de que este movimento era uma armadilha e que os reservistas tinham ordens de atacá-lo pela retaguarda enquanto suas forças lutavam na planície e, por isso, resolveu atacar a colina.
Os romanos entraram em pânico. A ala esquerda largou suas armas e correu para o Tibre. Os gauleses mataram os soldados, que estavam tropeçando uns nos outros na fuga desordenada. Os que não conseguiam nadar ou estavam pesados demais por causa de armaduras se afogaram. Ainda assim, a maior parte destes homens conseguiu chegar em Veios, a cidade etrusca recém-conquistada por Roma que ficava na outra margem, mas não enviaram mensageiros para alertar a cidade de Roma. A ala direita, que estava longe do rio e perto da colina, tentou fugir para Roma. Os gauleses ficaram muito surpresos pela facilidade com que haviam vencido os romanos.
O historiador grego Diodoro Sículo conta que os romanos, 24 000 homens, marcharam e atravessaram o Tibre, ou seja, ele localiza a batalha na margem etrusca (direita) do rio. Os romanos perfilaram seus melhores soldados na planície e as piores numa colina próxima. Os gauleses também se perfilaram e colocaram seus melhores homens na colina, vencendo rapidamente a batalha ali. O grosso dos soldados romanos na planície então começou a fugir para o rio de forma desordenada e acabaram tropeçando entre, permitindo que os gauleses massacrassem os que ficavam para trás. Alguns romanos tentaram cruzar de volta o rio vestindo suas armaduras, que, segundo Diodoro, eles valorizavam mais que suas próprias vidas. Alguns se afogaram e outros conseguiram chegar na outra margem rio abaixo com grande dificuldade. Conforme os gauleses continuavam a se aproximar para matar os romanos, os soldados jogaram fora suas armas e nadaram sob uma chuva de dardos. A maior parte dos sobreviventes fugiu para Veios e alguns conseguiram chegar em Roma levando consigo a notícia da destruição do exército.
Plutarco afirma que os romanos chegaram a acampar e que os gauleses os atacaram ali. Teria ocorrido uma "desordenada e vergonhosa batalha" na qual a ala esquerda teria sido empurrada até o rio e destruída, a direita se retirou diante do ataque gaulês e o centro escapou para Veios.

## Saque de Roma

### Relato de Lívio

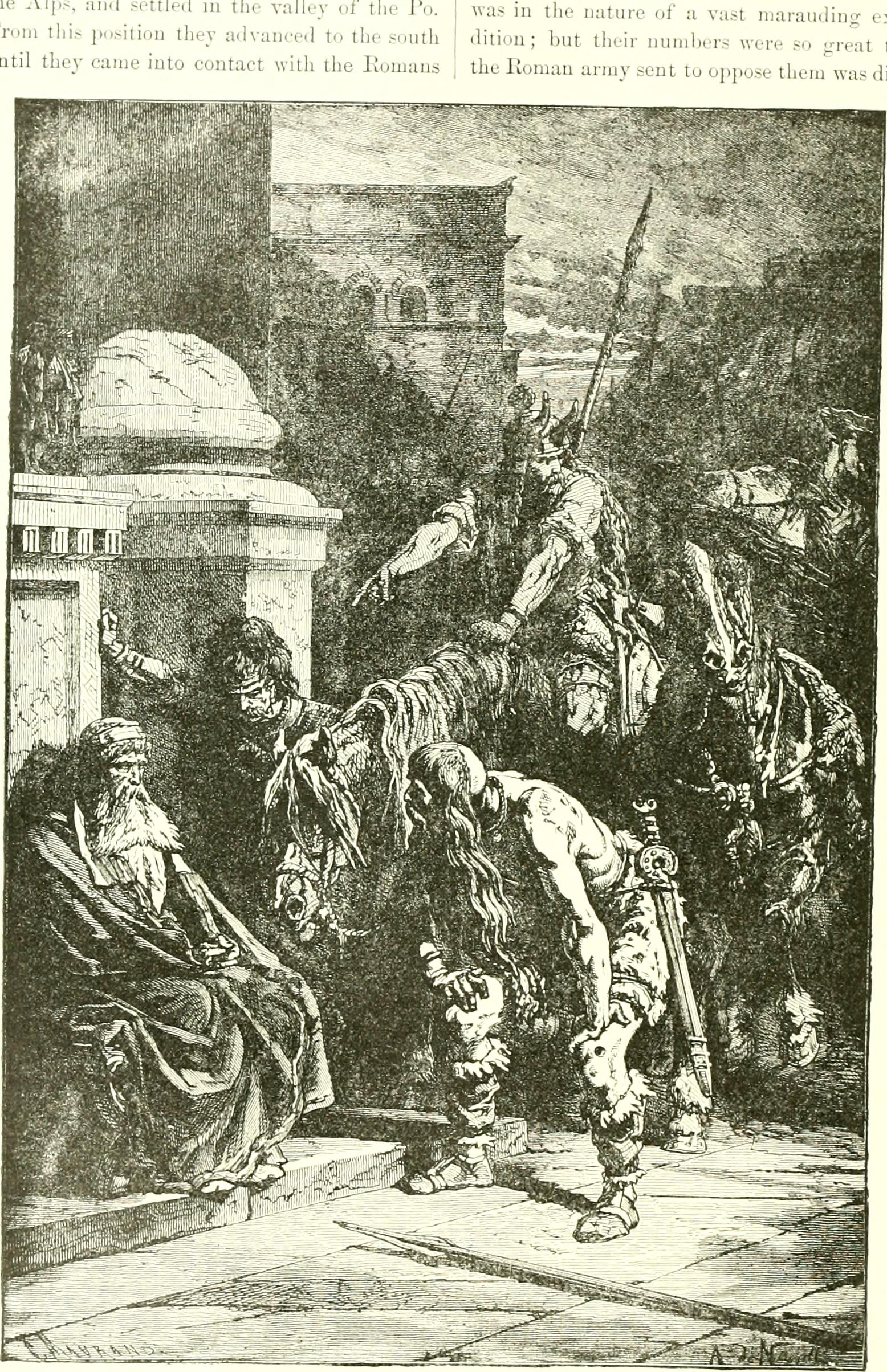
Segundo Lívio, os patrícios idosos vestiram suas melhores roupas e esperaram os invasores gauleses na porta de suas casas, sendo confundidos, a princípio, com deuses

Lívio fornece um relato do subsequente saque de Roma. Segundo ele, os habitantes não sabiam dos soldados que fugiram para Veios e pensavam que os únicos sobreviventes teriam sido os que conseguiram chegar na cidade, uma força minúscula, e entraram em pânico. Os sênones chegaram em Roma e viram que a muralha não estavam guarnecida e acamparam para passar a noite. Os jovens em condição de lutar foram enviados para defender a Cidadela do Capitolino. A maior parte da população fugiu para as colinas ou cidades vizinhas e para suas propriedades rurais. Os sacerdotes e as vestais fugiram com as relíquias sagradas dos romanos. Um plebeu, Lúcio Albino, que estava fugindo, viu-as andando e levou-as até Cere, uma cidade etrusca na costa que era aliada de Roma, em sua carroça. A situação era tão difícil que romanos deixaram os idosos e doentes para trás; Lívio afirma que os que eram plebeus se prepararam para defender suas casas e os patrícios vestiram suas roupas e joias mais finas e se sentaram em suas cadeiras curuis em frente de suas casas. Os sênones entraram na cidade pela Porta Colina, que estavam sem defesa, e começaram a saquear a cidade. Lívio descreve o encontro entre os gauleses e os patrícios idosos:
| “ | As casas dos plebeus estavam barricadas, os salões dos patrícios permaneceram aberto, mas eles hesitaram mais em entrar nas casas abertas do que nas que estavam trancadas. Eles fitaram com sentimentos de admiração real os homens que permaneciam sentados nos pórticos de suas mansões, na apenas por causa da magnificência sobre-humana de suas vestes e sua pose e postura, mas também por causa da majestosa expressão de seus semblantes, que era o próprio aspecto de deuses. E ali ficaram, olhando para eles como se fossem estátuas, até, como se conta, um dos patrícios, Mânio Papírio, excitou a fúria de um gaulês, que estava tocando a sua barba — naqueles dias era universalmente mantida longa — ao bater em sua cabeça com seu cajado de marfim. Ele foi o primeiro a ser morto e os demais foram assassinados em suas cadeiras. Depois do massacre dos magnatas, nenhuma vida foi poupada; as casas foram saqueadas e incendiadas. | ” |
|   | — Lívio, Ab Urbe Condita V 41. |   |

Depois de uns poucos dias, os sênones resolveram atacar o Capitólio, mas não conseguiram vencer os determinados defensores e montaram um cerco. Alguns de seus homens, enviados à zona rural para conseguir alimento, aproximaram-se da cidade de Árdea, onde Camilo, um grande comandante militar romano, estava exilado depois de ser acusado de apropriação indébita. Ele organizou os habitantes numa força de combate e atacou o acampamento gaulês. A luta continuou perto da cidade seguinte, Âncio, cujos habitantes se juntaram aos romanos. Neste ínterim, os sobreviventes da batalha que haviam fugido para Veios começaram a se reagrupar e derrotaram os bandos de saqueadores etruscos que estavam devastando o território de Veios. Eles escolheram Quinto Sedício, um centurião, como líder. Seu exército rapidamente cresceu quando alguns dos habitantes de Roma que fugiram para Veios se juntaram, assim como voluntários vindos de todo o Lácio. Então o próprio Cedício decidiu convocar Marco Fúrio Camilo, mas era necessária uma aprovação do senado para que ele assumisse como comandante das forças romanas e, para isso, um mensageiro foi enviado até Roma. Ele conseguiu chegar escondido até a Cidadela do Capitolino, mas o senado declarou que era necessário que a assembleia do povo deveria reconvocar Camilo e declará-lo ditador. Camilo então foi escoltado de Árdea até Veios.
Os sênones, porém, encontraram as pegadas deixadas pelo mensageiro e descobriram o caminho que ele utilizou em sua escalada. Eles conseguiram chegar ao topo durante a noite sem serem detectados pelos guardas e nem pelos cães. Porém, os gansos sagrados de Juno alertaram os romanos. Marco Mânlio, um consular, reuniu os romanos e conseguiu repelir o ataque gaulês. Mânlio foi muito elogiado e um dos guardas foi executado por negligência. Logo em seguida uma epidemia irrompeu no acampamento sênone, o que levou a uma trégua.
Os gauleses intimidaram os romanos, esfomeados, a se renderem. Os líderes romanos, que estavam esperando pelo exército reunido em Veios, se recusaram. Porém, os exaustos homens que defendiam o Capitólio imploraram por negociações de paz. Os gauleses concordaram em abandonar a cidade por mil libras de ouro. Os sênones trapacearam utilizando contrapesos mais pesados para pesar o outro e, quando os romanos protestaram, Breno atirou sua espada na balança e disse palavras intoleráveis aos ouvidos romanos: "Ai dos vencidos!" (em latim: "Vae victis!").
Subornar os sênones era uma humilhação para os romanos. Porém, como disse Lívio, "deus e homem proibiram os romanos de serem um povo resgatado [com dinheiro]". Antes que a pesagem do ouro tivesse terminado, Camilo chegou em Roma e ordenou que o ouro não fosse levado. Os gauleses afirmaram que um acordo já havia sido fechado, mas Camilo contestou que o acordo fora tratado por um oficial subordinado a ele e, portanto, era inválido. Camilo propôs o combate e os sênones foram facilmente derrotados. Oito milhas a leste de Roma, os romanos conseguiram uma nova vitória. Segundo Lívio, "o massacre foi total: o acampamento deles foi capturado e nem um mensageiro sobreviveu para reportar o desastre".

### Relato de Diodoro Sículo

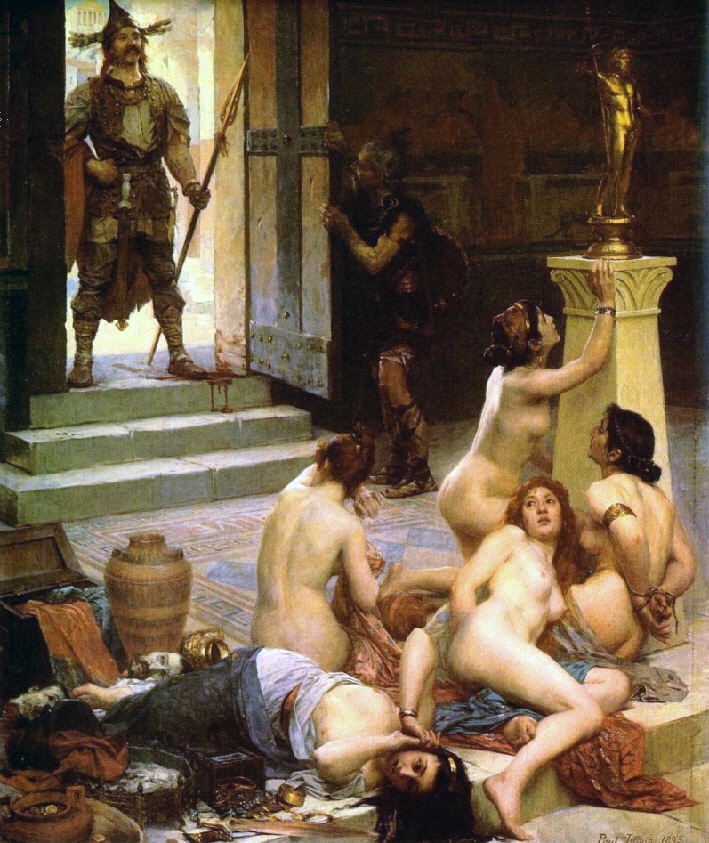
"Breno e sua parte no saque".
1893. Por Paul Jamin, em coleção particular

No relato de Diodoro Sículo, que é muito menos detalhado, os sênones passaram o primeiro dia após a batalha cortando cabeças, como era seu costume. Em seguida, marcharam até Roma e acamparam perto da cidade por dois dias. Enquanto isto, os habitantes da cidade, desesperados, acreditavam que o exército todo havia sido aniquilado e que não havia chance alguma de resistir. Muitos fugiram para outras cidades enquanto os líderes da cidade ordenaram que comida, ouro, prata e outras posses valiosas fossem levadas para a Cidadela do Capitolino. Os sênones pensaram que o barulho que ouviam na cidade era uma armadilha que estaria sendo preparada. Ainda assim, no quarto dia, Breno e seus homens invadiram a cidade e passaram a saqueá-la. Eles não atacaram nenhum civil e sofreram muitas baixas tentando capturar a cidadela. Sem sucesso, montaram um cerco.
Enquanto isto, os que fugiram para Veios conseguiram expulsar os etruscos que estavam saqueando o território de Veios e capturaram prisioneiros e recuperaram o saque. Os soldados romanos que haviam fugido para Veios os emboscaram e tomaram suas armas. Muitos soldados foram recrutados na zona rural. Segundo Diodoro, o mensageiro escolhido para levar as notícias do novo exército romano aos romanos cercados foi Comínio Pôncio, que conseguiu chegar ao Capitólio sem ser percebido e avisou que o exército em Veios esperava apenas uma oportunidade para atacar. Camilo não é mencionado, mas o episódio com os gansos e Marco Mânlio é. Segundo ele, foi neste ponto que os romanos decidiram negociar uma paz e convenceram os sênones a deixar a cidade em troca de ouro. A maioria das casas romanas havia sido queimada e todos os que ficaram haviam sido mortos.
Diodoro afirma que os gauleses foram derrotados na "planície Trausiana" (um local não identificado) por um exército etrusco quando estavam voltando do sul da Itália.

### Análise moderna
Ambos os relatos foram escritos séculos depois dos eventos e sua confiabilidade é questionável, o que pode explicar as discrepâncias entre os relatos de Diodoro e Lívio sobre o saque de Roma.
O resgate de Roma por Camilo é hoje considerado por muitos historiadores modernos como uma adição artificial à história. Camilo não é sequer mencionado por Diodoro e nem por Políbio, outro historiador grego. Estrabão afirma que os sênones foram derrotados por Cere e que o ouro romano foi recuperado, confirmando a versão de Diodoro. Plutarco menciona que Aristóteles afirmou que Roma teria sido salva por "um tal Lúcio", que pode ser o mesmo Lúcio Albino que levou as virgens vestais até Cere, uma cidade cujo papel na história do saque de Roma é incerto e pode ter sido maior do que o que lhe é atribuído pela tradição romana.
Há ainda a questão do motivo pelo qual os sênones estariam na Itália central. Os escritores antigos afirmam que eles teriam sido atraídos pelas terras férteis. Porém, segundo Cornell, este argumento é pouco convincente. Por toda a história, os sênones aparentam ter sido um grupo de guerreiros e não há menção em nenhum dos relatos de mulheres e crianças, que estariam presentes se estes gauleses de fato fossem um povo migrante em busca de terras. Ele acredita que eram mercenários. Alguns meses depois do saque de Roma, Dionísio I de Siracusa, tirano da cidade de Siracusa, na Sicília, contratou mercenários para uma guerra no sul da Itália e é possível que os sênones estavam seguindo para lá por conta disto. A história de sua derrota na volta do sul da Itália também parece se encaixar com esta hipótese. É possível ainda que os sênones teriam ido a Clúsio por terem sido contratados por uma das duas facções políticas em conflito para interferir as disputas políticas da cidade, um motivo mais plausível que a romanceada versão de Aruns tentando vingar sua esposa.

## Recuperação
O saque de Roma foi uma grande humilhação e um revés nos planos romanos de expansão, forçando-os à batalhas defensivas novamente, uma situação idêntica ao século anterior. Houve um conflito contra as cidades costeiras etruscas de Tarquínia e Vulsci, que Roma acabou vencendo; colônias foram fundadas em Sútrio e Nepete para garantir a ocupação do território conquistado no sul da Etrúria. Houve ainda ataques de volscos, em cujo território foram fundadas as colônias de Sátrico e Sétia, e équos.
Alguns historiadores modernos, como Beloch, descartam estas vitórias logo depois do saque. Uma razão é que elas não são mencionadas pelos historiadores gregos Diodoro Sículo e Políbio. A outra é que Roma estava danificada demais para ter sido tão vitoriosa militarmente. Lívio afirma que ela foi incendiada e que teria, depois disto, adquirido uma aparência caótica por causa da reconstrução apressada. Contudo, Cornell nota que Diodoro e Políbio fazem poucas referências a este período. Ele também discorda do tamanho do dano causado à cidade, lembrando que não há nenhum vestígio arqueológico dos danos provocados pelo saque. Sinais de incêndio que acreditava-se no passado terem sido da época deste saque foram depois datados para a época da revolução que acabou com a monarquia romana mais de um século antes. Cornell acredita que os sênones saquearam de fato a cidade, mas só queriam o saque e deixaram a maior parte dos edifícios em paz até serem subornados. Segundo ele, era bastante comum que a disposição das cidades antigas fosse caótica e acrescenta que a recuperação de Roma teria sido ajudada pela consolidação da posse do território recém-conquistado de Veios ao conceder a seus habitantes a cidadania romana sem direito a voto e pelo estreitamento dos laços com Cere. Depois de um revés inicial e da defesa vitória contra os ataques oportunistas, Roma rapidamente teria tido condições de reiniciar sua expansão.
O saque incutiu nos romanos um profundo terror em relação aos gauleses. Em 350−49 a.C., gauleses de uma tribo não especificada atacaram o Lácio, nada mais do que bandos em busca de saque. Em uma segunda ocasião, conta-se que Marco Valério Corvo teria travado um duelo contra um campeão entre os gauleses. Políbio conta que Roma negociou uma paz com os gauleses, que não retornaram por trinta anos. Apesar de ter derrotado os sênones na Batalha de Sentino, durante a Terceira Guerra Samnita (298-290 a.C.), o medo popular dos gauleses perdurou. Em 228, 216 e 114 a.C., o medo de ataques gauleses levou os romanos a realizarem sacrifícios humanos, queimando vivos um par de gauleses e um par de gregos, um costume estranho aos romanos, supostamente para evitar o perigo de um novo desastre.

## Lendas sobre Breno
A "Historia Regum Britanniae", escrita por volta de 1136 por Godofredo de Monmouth sobre os lendários reis da Britânia, afirma que Breno teria liderado tanto gauleses quanto bretões. Ele teria cercado Roma por três dias até a chegada de seu irmão para ajudar na invasão. Os romanos defenderam a cidade por muitos dias e conseguiram repelir o ataque. Finalmente, os dois cônsules puseram suas armaduras e ajudaram seus homens na defesa da cidade. Eles forçaram o recuo dos invasores, mas Belino conseguiu reagrupar as fileiras e interromper o ataque. Breno e Belino continuaram avançando até a muralha ser ultrapassada, permitindo que bretões e gauleses invadissem a cidade. Segundo esta versão, Breno teria ficado em Roma e governado cruelmente pelo resto de sua vida.